# Hoplophorella baloghi
Hoplophorella baloghi är en kvalsterart som först beskrevs av Wojciech Niedbała 2004.  Hoplophorella baloghi ingår i släktet Hoplophorella och familjen Phthiracaridae. Inga underarter finns listade i Catalogue of Life.